# Georg Frietzsche

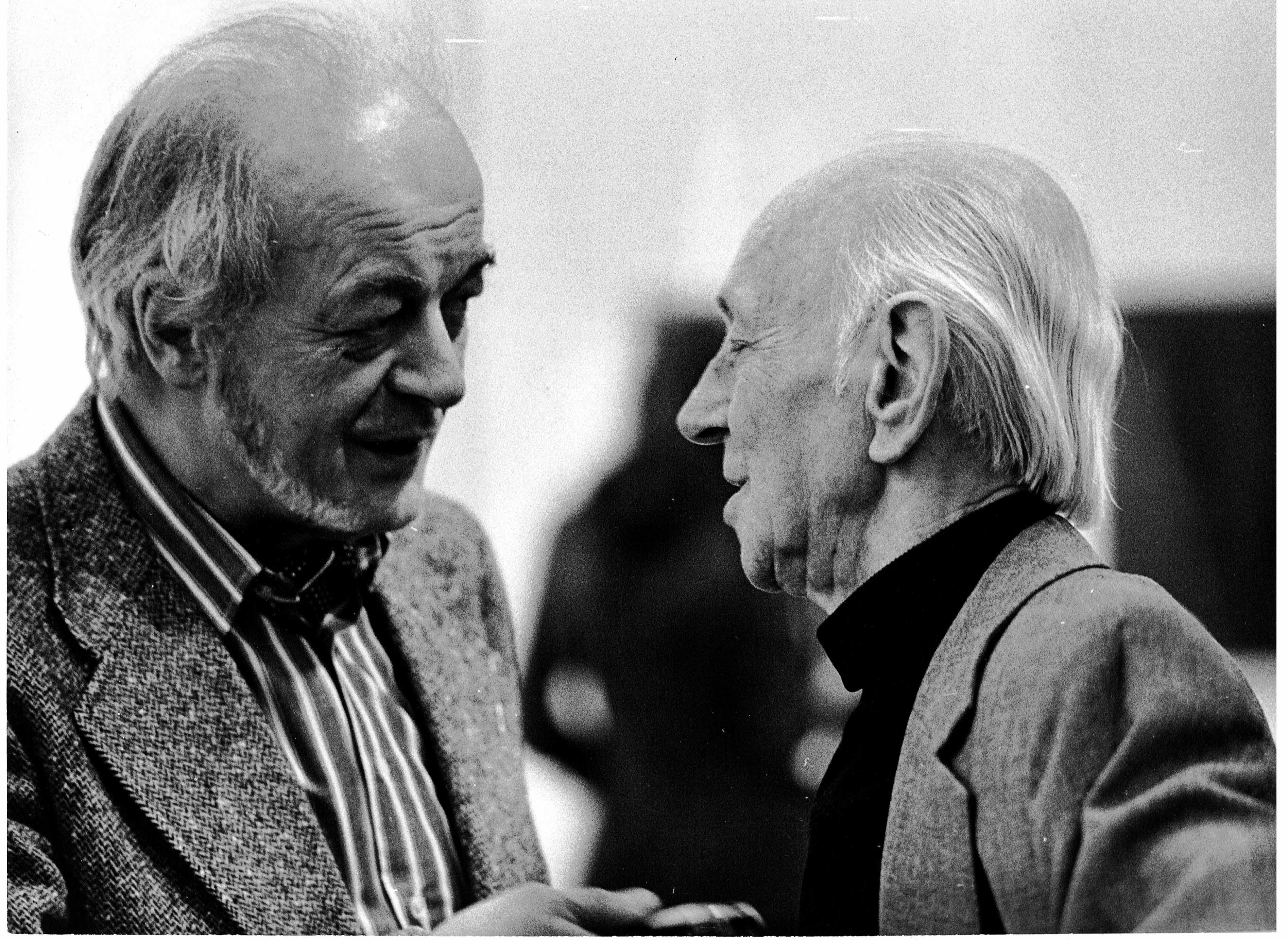
Jan Kotík (1916–2002), links, und Georg Frietzsche (1903–1986), rechts, im Künstlergespräch am 18. Mai 1977, Berlin

Georg Frietzsche (* 24. Mai 1903 in Sagan, Schlesien; † 10. Juni 1986 in Berlin) war ein deutscher Künstler der tachistischen abstrakten Malerei.

## Leben und Werk
Frietzsche absolvierte eine Malerlehre und Glasmalerausbildung, kam 1924 nach Berlin und studierte von 1924 bis 1928 an der damaligen Hochschule für Bildende Künste (HfBK) in Berlin. Nach dem Zweiten Weltkrieg, dem sein gesamtes bisheriges Werk zum Opfer fiel, dozierte er von 1948 bis 1949 an der Kunstschule Burg Giebichenstein in Halle (Saale).

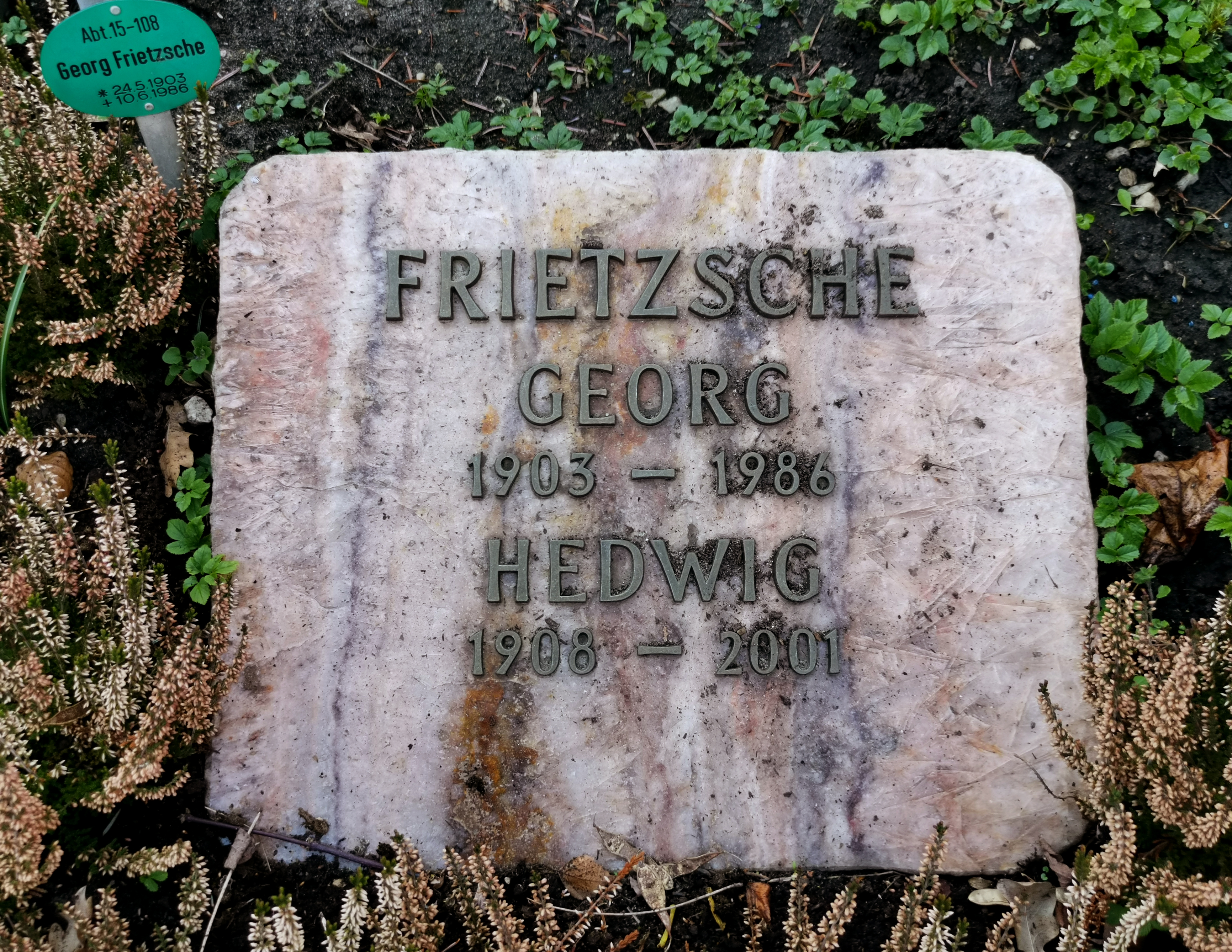
Grab auf dem Friedhof Schöneberg III

In Berlin lebte er zusammen mit seiner Ehefrau in einem Künstlerhaus in Berlin-Friedenau und arbeitete zurückgezogen bis zu seinem Tod. Seine letzte Ruhe fand er auf dem Friedhof Schöneberg III in der Stubenrauchstraße in Berlin-Friedenau (Bezeichnung alt: 15-108, neu: 35-152).
Seine Arbeiten nach dem Krieg waren insbesondere von Mark Tobey beeinflusst. Seine Mittel waren der Holzschnitt, Gouache, Tusche und Aquarell, überwiegend auf Papier und Karton.

„Georg Frietzsches Gouachen und Aquarellzeichnungen sind kleine Meisterwerke, die zweifellos zum Besten gehören, was die europäische Kunst der Nachkriegszeit aufzuweisen hat.“

Ein Nachlass befindet sich heute in der Berlinischen Galerie.

## Ausstellungen
Beteiligungen
- 1947: Galerie Franz, Berlin
- 1948: Ausstellung zeitgenössischer Kunst: Malerei, Graphik, Plastik, Kunsthandwerk, Leipzig, Elisabeth Bellak (Frietzsche war mit Zeichnungen vertreten)
- 1977: Galerie im Zentrum, Berlin[4]
- 2001: Von der Ungleichheit des Ähnlichen in der Kunst. Galerie Lindner, Wien (zusammen mit: Raimund Girke, Thomas Kaminsky, Rolf Rose, Jerry Zeniuk u. a.)

Einzelausstellungen
- 1951: Galerie Wasmuth, Berlin
- 1956: Galerie Schüler, Berlin
- 1977: Aquarelle 1976–1977, Galerie Richter, Berlin[5]
- 1981: Aquarelle und Zeichnungen 1955–1980, Neuer Berliner Kunstverein, Berlin
- 1983: Aquarelle und Zeichnungen, Kunsthalle Bremen, Bremen
- 1994: Werke 1955 bis 1985, Galerie Hachmeister, Münster
- 1996: Villa Wessel in Iserlohn
- 1999/2000: Staatliche Museen, Neue Galerie, Kassel; Museum am Ostwall, Dortmund
- 2003/2004: Werke 1950–1985. LWL-Landesmuseum Münster (Westfälisches Landesmuseum für Kunst und Kulturgeschichte), Münster
  - Das Landesmuseum erhielt aus diesem Anlass zehn Werke aus dem Nachlass.[6]

## Öffentliche Sammlungen
- Berlin, Berlinische Galerie
- Berlin, Staatliche Museen zu Berlin, Kupferstichkabinett
- Dortmund, Museum am Ostwall
- Dresden, Staatliche Kunstsammlungen, Kupferstichkabinett
- Essen, Museum Folkwang, Graphische Sammlung
- Kaiserslautern, Museum Pfalzgalerie Kaiserslautern
- Kassel, Staatliche Museen Kassel, Neue Galerie
- Münster, LWL-Landesmuseum für Kunst und Kulturgeschichte
- New York, Brooklyn Museum
- Saarbrücken, Saarlandmuseum, Graphische Sammlung

## Ausstellungskataloge
- Georg Frietzsche: Aquarelle 1976–1977 Galerie Richter, Berlin 1977. (Mit Vorzugsausgabe). Text: Curt Grützmacher.
- Georg Frietzsche: Aquarelle. Galerie im Zentrum, Berlin 1978. Text: Heinz Ohff.
- Georg Frietzsche: Aquarelle und Zeichnungen 1955–1980. Neuer Berliner Kunstverein, Berlin 1981 (Berliner Künstler der Gegenwart. Heft 42).
- Georg Frietzsche: Aquarelle und Zeichnungen. Bremen, Kunsthalle Bremen 1983. Ausstellung und Katalog: Annette Meyer zu Eissen.
- Werke 1955 bis 1985. Hachmeister, Münster 1994, ISBN 3-88829-125-9. Texte: Eberhard Roters, Lorenz Dittmann, Heiner Hachmeister.
- Georg Frietzsche (1903–1986). Edition Dittmar, Berlin 2000, ISBN 3-9806903-0-X. (Erschien anlässlich der Ausstellung „Georg Frietzsche“ in den Staatlichen Museen Kassel, Neue Galerie, und im Museum am Ostwall, Dortmund. Hrsg. vom Museum am Ostwall, Dortmund). Texte: Matthias Bleyl, Peter Dittmar.